# Amaka Okafor
Sally Amaka Okafor est une actrice britannique. Elle est connue pour son travail au théâtre et ses rôles dans le film Greatest Days (en) (2023) ainsi que dans la série de BBC One The Responder (2022) et la série Netflix Bodies (2023).

## Jeunesse et éducation
Okafor est née à Birmingham d'un père artiste de reggae nigérian et d'une mère journaliste indienne, et grandit au Royaume-Uni,. Elle étudie la conception théâtrale à l'université de Liverpool John-Moores,. Elle commence sa carrière en faisant des tournées de théâtre communautaire dans les écoles, les prisons et les églises, et est membre de l'ensemble Unicorn Theatre (en) à Londres pendant deux ans,.

## Carrière
Initialement créditée sous le nom de Sally Amaka Okafor, elle fait ses débuts dans les théâtres du West End en jouant Sofia dans The Son de Florian Zeller, qui est transféré du Kilburn's Kiln Theatre au théâtre du duc d'York (en) en octobre 2019,. En 2016, elle apparaît dans Peter Pan au Royal National Theatre et joue Lady Macduff dans Macbeth au même théâtre en 2018,. Elle apparaît aussi au Royal Court Theatre dans Hope Has A Happy Meal (2023), Grimly Handsome (2017), It's All Made Up, The Space Between et I See You,,.
Elle joue Miranda dans La Tempête au Unicorn Theatre, Guildenstern dans Hamlet du Almeida Theatre, Amal dans Glasgow Girls du National Theatre of Scotland (en) et une fonctionnaire dans Hamlet au Barbican Centre,. Ses autres rôles de théâtre incluent Nora: A Doll's House (2020), Bird et After The End (en) (2022),,.
Le travail télévisuel d'Okafor comprend notamment le rôle de DI Deborah Barnes, une ancienne collègue du personnage central, Chris Carson, dans The Responder de la BBC. Elle apparaît également dans le drame de la BBC The Split (2020). Okafor apparaît en tant que DS Hasan dans Bodies de Netflix,. Elle avoue dans une interview en octobre 2023 que c'est une des premières fois qu'elle se sent représentée à la télévision. Bodies est créé par Paul Tomalin (en), réalisé par Marco Kreuzpaintner et basé sur le roman graphique de Si Spencer (en) et Dean Ormston.
Dans l'un de ses rôles les plus importants à ce jour, Okafor joue aux côtés d'Aisling Bea, Alice Lowe et Jayde Adams (en) dans Greatest Days (en), une adaptation cinématographique de 2023 de la comédie musicale à succès de Take That, The Band. Greatest Days dépeint un groupe d'amis d'école se réunissant après 25 ans,. La critique du BFI indique qu'Okafor et ses costars « tirent le meilleur parti des intrigues et des gags plus prévisibles du film ». Son autre travail cinématographique comprend la prochaine comédie dramatique indépendante britannique Sweet Sue, réalisée par Leo Leigh,.
Okafor est également connue pour son travail dans les drames radiophoniques et les livres audio, incarnant Kaz dans le feuilleton de longue date de la BBC, The Archers et Zoe dans l'adaptation de Mark Ravenhill de la pièce de Dion Boucicault, The Octoroon (en), et apparaissant dans la série de podcasts de Neil Gaiman, The Sandman,,. Elle joue aussi le rôle d'Emily McCoy dans la pièce radiophonique de Tom Stoppard en 2013, Darkside, basée sur l'album classique de Pink Floyd, The Dark Side of the Moon,

## Distinctions
Okafor est nommée Screen International Star of Tomorrow 2023.

## Filmographie

### Télévision
- 2008 : The Bill : Ola Seeiso (1 épisode)
- 2014 : Grandpa in My Pocket : Jasmine (2 épisodes)
- 2015 : The Raft of the Medusa de Jeremy Mortimer : Bella
- 2009-2017 : Doctors : Brianna Quinn / Petra Keane (2 épisodes)
- 2020 : Les Enquêtes de Vera : Laura Whitelock (1 épisode)
- 2020 : The Split : Chloe (6 épisodes)
- 2020 : Des : Emily (1 épisode)
- 2021 : Grace : DC Emma Jane Boutwood (2 épisodes)
- 2022 : The Responder : D.I. Deborah Barnes (2 épisodes)
- 2023 : Bodies : Shahara Hasan (8 épisodes)
- TBA  : Black Rabbit : Roxie

### Cinéma
- 2015 : Kicking Off de Matt Wilde : Caroline
- 2018 : Found de Elliot Barnes-Worell : Honey (court-métrage)
- 2022 : Upon the Edge de Timothy Reynard : Zara
- 2022 : The Ceremony de Lisle Turner : Esther (court-métrage)
- 2023 : Greatest Days (en) de Coky Giedroyc : Zoe